# Laura Fraser

Laura Fraser (2021)

Laura Fraser (* 24. Juli 1975 in Glasgow) ist eine schottische Schauspielerin.

## Biografie
Laura Fraser wurde in Glasgow geboren und wuchs dort auf. Sie ist die Tochter von Rose (Krankenschwester, Dozentin) und Alister Fraser (Baufirmenbesitzer, Drehbuchautor). Laura Fraser hat drei Geschwister.
Fraser begann schon in der Schulzeit mit der Schauspielerei. In einem von ihrem Vater für eine Jugendgruppe geschriebenen Theaterstück spielte sie ihre erste Hauptrolle.
Ihren Lebenspartner, den aus Dublin stammenden irisch-amerikanischen Schauspieler Karl Geary, lernte Fraser am Filmset von Coney Island Baby kennen; die beiden lebten gemeinsam in Brooklyn und heirateten 2003 in New York.
Mitte 2004 zogen Fraser und Geary nach Irland. Zusammen mit Gearys Tochter aus erster Ehe leben sie seit 2005 in Glasgow, wo sich Fraser ihrer Familie und auch wieder englisch-schottischen Filmprojekten widmen kann.
Während ihrer Schwangerschaft wirkte Fraser Ende 2005 als Choreografin an Oh Yes He Is mit, einer für gemeinnützige Zwecke geschriebene Pantomime-Aufführung ihres Vaters. Im Mai 2006 wurde Frasers Tochter geboren.

## Künstlerischer Werdegang
Nachdem sie die Hillhead High School abgeschlossen hatte, besuchte Fraser zuerst einen Theater-Grundkurs am Glasgow Langside College und immatrikulierte sich dann an der Royal Scottish Academy of Music and Drama (RSAMD) in Glasgow.
Bereits während ihres Studiums hatte sie in Small Faces, einem Spielfilm des schottischen Filmemachers Gillies MacKinnon über Jugendgangs im Glasgow der 1960er-Jahre, ihre erste Rolle in einem international gezeigten Kinofilm. Ihrem Kinodebüt vorausgegangen waren kleinere Rollen, unter anderem ein Jahr zuvor im 25-minütigen Kurzfilm Good Day for the Bad Guys.
Frasers filmisches Engagement stieß beim Rektorat nicht nur auf Gegenliebe, so dass sie nach einem Jahr ihr Studium abbrach.
Nach ihrem Umzug nach London erhielt Fraser umgehend mehrere Filmangebote: Einem breiten Fernsehpublikum in Großbritannien bekannt wurde sie durch die Fantasy-Serie Neverwhere (1996) von Neil Gaiman, gefolgt von weiteren Auftritten in Fernsehserien und Spielfilmen.
Frasers erste internationale Hauptrolle war 1998 als Chaja in Kalmans Geheimnis (Left Luggage), für die sie eine Nominierung für den Goldenen Bären auf der 48. Berlinale und mehrere nationale Filmpreise erhielt.
Weitere Haupt- und Nebenrollen folgten, so in der britischen Komödie Virtual Sexuality (1999) und als Lavinia in Titus (u. a. mit Sir Anthony Hopkins, Jessica Lange) im gleichen Jahr, im Jahr 2001 als Kate, die Schmiedin in Ritter aus Leidenschaft (A Knight’s Tale) sowie eine Nebenrolle in Vanilla Sky. 2003 erhielt Fraser die weibliche Hauptrolle im britischen Film Devil’s Gate und verkörperte 2004 die US-amerikanische Frauenrechtlerin Doris Stevens in Alice Paul – Der Weg ins Licht (Iron Jawed Angels), der filmischen Umsetzung des politischen Kampfes der National Woman’s Party für die Verankerung des 19. Zusatzartikel zur Verfassung der Vereinigten Staaten Ende des 19. Jahrhunderts.
Laura Fraser wirkte bei der BBC bereits in einigen Hörspielen und insbesondere ambitionierten Fernsehserien mit: In der vierteiligen BBC One-Miniserie von Anthony Trollopes He Knew He Was Right (2004), im BBC-Three-Dreiteiler Casanova (2005) mit Peter O’Toole und David Tennant und der vierteiligen ITV-Produktion Is this Love (2007).
Außerdem war sie 2006 in Land of the Blind neben Donald Sutherland und Ralph Fiennes zu sehen.
Für ihre Rolle als Anne Obree in Flying Scotsman – Allein zum Ziel, einem Film über den schottischen Radrennfahrer Graeme Obree, wurde Fraser 2006 für den BAFTA-Award als „Best Actress in a Scottish Film“ nominiert.

## Filmografie (Auswahl)
- 1995: Good Day for the Bad Guys (Stimme von Red Riding Hood)
- 1996: Small Faces
- 1996: Neverwhere (Miniserie, 6 Episoden)
- 1997: The Investigator (Fernsehfilm)
- 1997: Summer of Love (Fernsehfilm)
- 1998: Kalmans Geheimnis (Left Luggage)
- 1998: Der Mann mit der eisernen Maske (The Man in the Iron Mask)
- 1998: Cousine Bette
- 1998: The Tribe
- 1999: Starkey (Divorcing Jack)
- 1999: Virtual Sexuality – Cyber-Love per Click (Virtual Sexuality)
- 1999: The Match
- 1999: Was geschah mit Harold Smith? (Whatever Happened to Harold Smith?)
- 1999: A Christmas Carol – Die Nacht vor Weihnachten (A Christmas Carol, Fernsehfilm)
- 1999: Titus
- 2000: Forgive and Forget (Fernsehfilm)
- 2000: Kevin und Perry tun es (Kevin & Perry Go Large)
- 2001: Station Jim (Fernsehfilm)
- 2001: Vanilla Sky
- 2001: Ritter aus Leidenschaft (A Knight’s Tale)
- 2002: That Old One
- 2003: Devil’s Gate
- 2003: Coney Island Baby
- 2003: Den of Lions
- 2003: Desolation – 16 Years of Alcohol (16 Years of Alcohol)
- 2004: Alice Paul – Der Weg ins Licht (Iron Jawed Angels, Fernsehfilm)
- 2004: He Knew He Was Right (Miniserie, 4 Episoden)
- 2004: Conviction (Fernsehserie, 6 Episoden)
- 2005: Casanova (Miniserie, 3 Episoden)
- 2006: Land of the Blind
- 2006: Flying Scotsman – Allein zum Ziel (The Flying Scotsman)
- 2006: Ninas himmlische Köstlichkeiten (Nina’s Heavenly Delights)
- 2007: Reichenbach Falls (Fernsehfilm)
- 2007: Is this Love? (Miniserie)
- 2009: The Boys Are Back – Zurück ins Leben (The Boys Are Back)
- 2010: Single Father (Fernsehserie, 4 Episoden)
- 2010–2012: Lip Service (Fernsehserie, 8 Episoden)
- 2012–2013: Breaking Bad (Fernsehserie, 9 Episoden)
- 2013: Das Versprechen (Wish You Well)
- 2014: Black Box (Fernsehserie, 10 Episoden)
- 2014: Forever (Fernsehserie, Episode 1x10)
- 2014: The Sisterhood of Night
- 2015: Peter & Wendy
- 2015: The Magicians (Fernsehserie, Episode 1x01)
- 2016: I Am Not A Serial Killer
- 2016: The Missing (Fernsehserie, 8 Episoden)
- 2017: The Loch (Fernsehserie, 6 Episoden)
- 2017: Man with Van
- 2017–2020: Better Call Saul (Fernsehserie, 4 Episoden)
- 2018: In the Cloud
- 2019: Beats
- 2019: Dark Encounter
- 2019: Tales from the Lodge
- 2019–2022: Traces (Fernsehserie, 12 Episoden)
- 2020: Doctor Who (Fernsehserie, Episode 12x03)
- 2021: The Pact (Fernsehserie, 12 Episoden)
- 2021–2023: Crime (Fernsehserie, 9 Episoden)

## Weitere Aktivitäten
- 1999 – Can’t Get Enough – Musikvideo für die britische Rockgruppe „Suede“ (UK Version). Laura Fraser und Max Beesley, produziert von John Hillcoat. Suede – Lost in TV auf DVD/VHS.
- 2005 – Oh Yes He is – Choreographie
- 2006 – The Madeleine Effect, Folge 5 mit dem Titel „Skin and Bones“, von Sophie Cooke. BBC Radio 4 Nachmittagslesung vom 1. September 2006. Fünf Kurzgeschichten über die Bedeutung von Nahrung in unserem Leben und in unseren Erinnerungen.
- 2006 – The Voyage Out – Hörspieldrama für vier Frauen auf BBC Radio 4, 10 Episoden. Laura Fraser spielt die Rolle von Rachel in Helen Edmundsons Hörspielfassung von Virginia Woolfs satirischer Novelle.

## Auszeichnungen
- 2006 – Nominierung der „British Academy of Film and Television Arts (BAFTA)“ als beste Schauspielerin in einem schottischen Film (The Flying Scotsman, 2006)